# Святой Виргилий
Святой Вирги́лий (Вирги́лий (Верги́лий) За́льцбургский; лат. Virgilius, ирл. Feirgil; 700, Ирландия — 27 ноября 784, Зальцбург) — епископ Зальцбурга (745—784), настоятель Зальцбургского аббатства св. Петра, миссионер, просветитель Каринтии.

## Биография
Виргилий родился в Ирландии в знатной семье, был монахом, а затем настоятелем монастыря Ахабо около Дублина. Был великолепно образован и весьма сведущ в точных науках, за что его иногда называли Виргилий Геометр. Ирландия была в VIII веке центром европейского монашества и родиной великих проповедников, многие из них считали своим долгом распространять христианство в континентальной Европе. Виргилий не стал исключением. Получив поддержку у майордома франков Пипина Короткого, Виргилий в 745 году отправился в Зальцбург, находившийся тогда на границе христианского мира, и стал настоятелем бенедиктинского монастыря Святого Петра, основанного за 40 лет до того святым Рупертом.
Виргилий успешно продолжал дело св. Руперта, развернув активную миссионерскую деятельность в крае. Кроме германских племён объектом миссии Зальцбурга стали также славяне Каринтии, помощник Виргилия епископ Модест построил множество христианских церквей у славян, а также за 80 лет до Кирилла и Мефодия сделал первые попытки перевода на славянский язык богослужебных и библейских текстов.
В ходе христианизации альпийского региона у Виргилия произошёл конфликт со святым Бонифацием по вопросу о крещении. Уровень образования некоторых священников был настолько низким, что они даже не могли правильно выговорить на латыни крещальную формулу «Крещу тебя во имя Отца и Сына и Святого Духа». Бонифаций считал, что людей, крещённых с произнесением неточной формулы, следует перекрещивать, Виргилий же настаивал на действительности такого таинства. Спор был разрешён папой Захарием, подтвердившим правоту Виргилия.
В 774 году под руководством Виргилия было закончено строительство базилики в Зальцбурге, которая затем была перестроена в кафедральный собор.
Умер святой Виргилий в 784 году в Зальцбурге. Считается наряду со святым Рупертом святым покровителем города. Статуи Руперта и Виргилия установлены при входе в кафедральный собор Зальцбурга.
Память в Католической Церкви — 27 ноября.